# 3 Інтернаціонал
3 Інтернаціона́л (рос. 3 Интернационал) — селище у складі Каменського району Алтайського краю, Росія. Входить до складу Верх-Аллацької сільської ради.
Стара назва — ІІІ Інтернаціонал.

## Населення
Населення — 80 осіб (2010; 123 у 2002).
Національний склад (станом на 2002 рік):
- росіяни — 89 %